# Репужинці (Коломийський район)
Репужи́нці — село в Україні, у Чернелицькій селищній громаді Коломийського району Івано-Франківської області.

## Історія
Польська влада у 1439 р. зобов'язала селян відбувати повинності на костел у с. Михальче.
Згадується село 6 січня 1448 року в книгах галицького суду .

## Населення

### Мова
Розподіл населення за рідною мовою за даними перепису 2001 року:
| Мова       | Кількість | Відсоток |
| ---------- | --------- | -------- |
| українська | 414       | 100%     |